# 木母寺

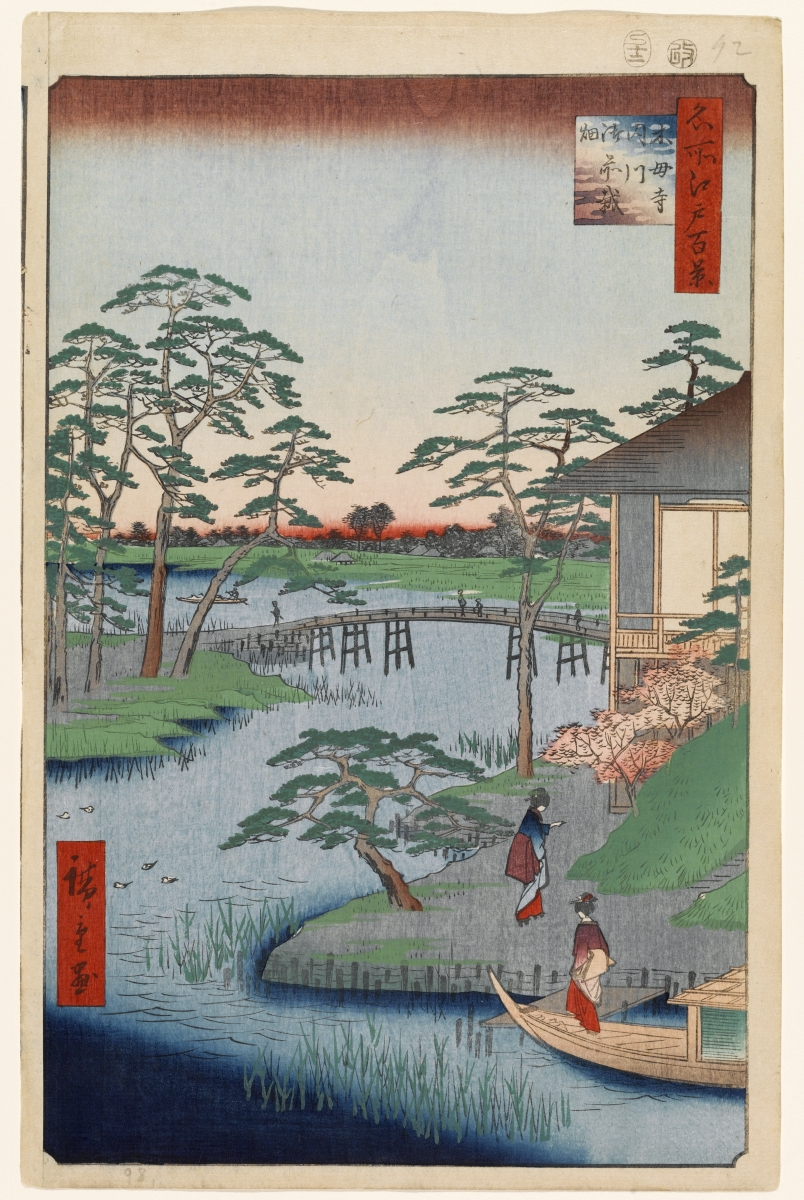
名所江戸百景より「木母寺内川御前栽畑」。内川と呼ばれる水路で隅田川とつながっていた。

木母寺（もくぼじ）は、東京都墨田区にある天台宗の寺院。

## 歴史
この寺の寺伝によれば、976年（貞元元年）忠円という僧が、この地で没した梅若丸を弔って塚（梅若塚：現在の墨田区堤通2-6）をつくり、その傍らに建てられた墨田院梅若寺に始まると伝えられる。梅若丸は「吉田少将惟房」という名の貴族の子であったが、梅若丸5歳の時に父を亡くし、7歳の時に出家して比叡山延暦寺に入ったが、兵乱に遭い逃げる途中、人買いに騙されて、この地まで連れてこられたのであった。この梅若丸の哀話は、後に浄瑠璃等の伝統芸能の題材となり、隅田川物と呼ばれるジャンルを形成することになった。
1590年（天正18年）に、徳川家康より梅若丸と塚の脇に植えられた柳にちなんだ「梅柳山」の山号が与えられ、江戸時代に入った1607年（慶長12年）、近衛信尹によって、梅の字の偏と旁を分けた現在の寺号に改められたと伝えられており、江戸幕府からは朱印状が与えられた。江戸に下向する勅使たちが度々訪れている。
明治に入ると、神仏分離に伴う廃仏毀釈により「梅若神社」となったが、1888年（明治21年）に寺として再興された。その後白鬚防災団地が建設されるにあたり、現在の場所に移転した。

## 交通アクセス
- 鐘ヶ淵駅より徒歩8分（経路案内）。

## 石碑
三遊亭円朝が、1889年（明治22年）3月21日、初代三遊亭圓生の追善のために建立した三遊塚がある。揮毫は山岡鉄舟(高橋泥舟)。碑の裏側に｢泥舟逸人書｣とある。

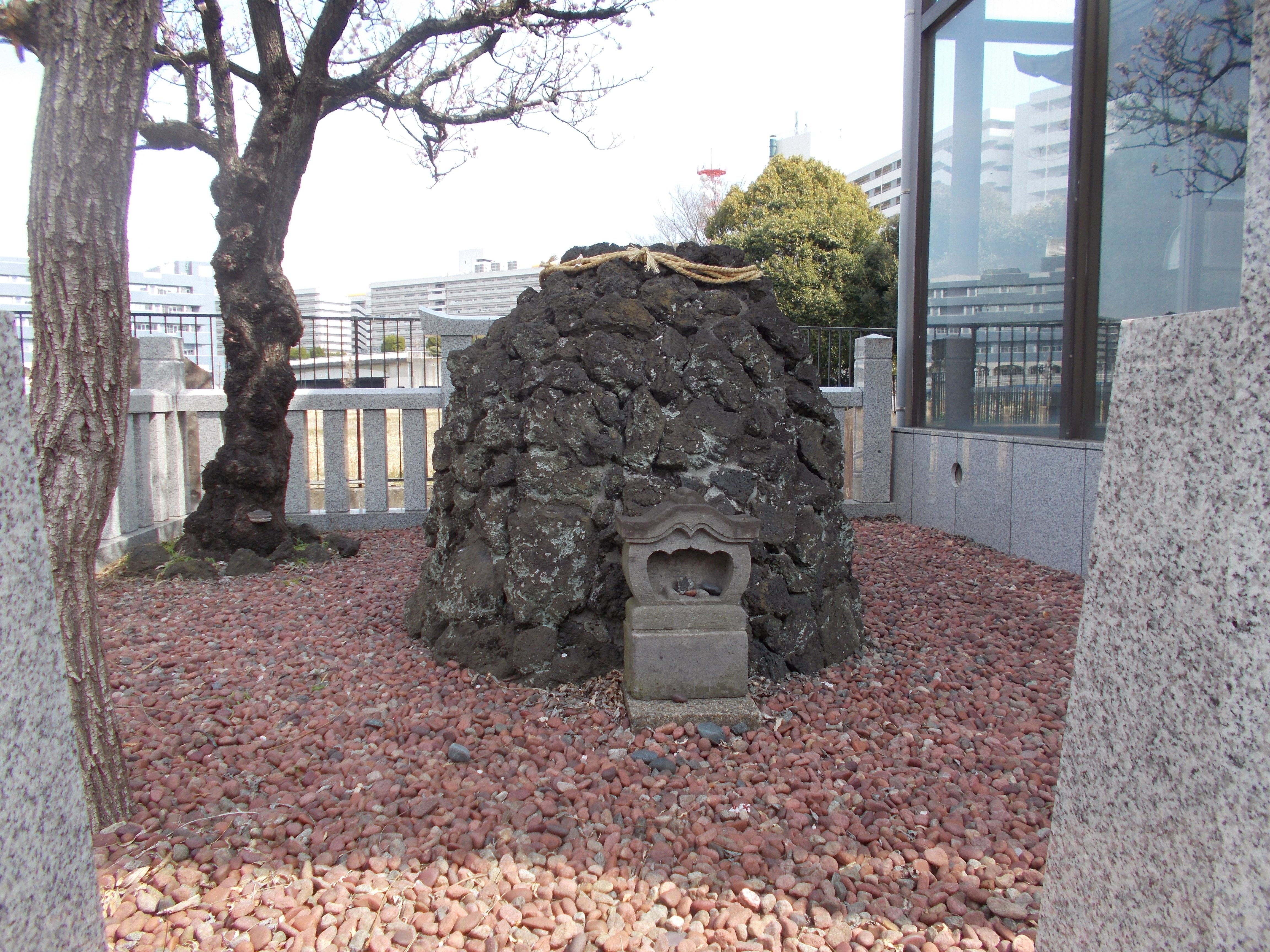
梅若塚
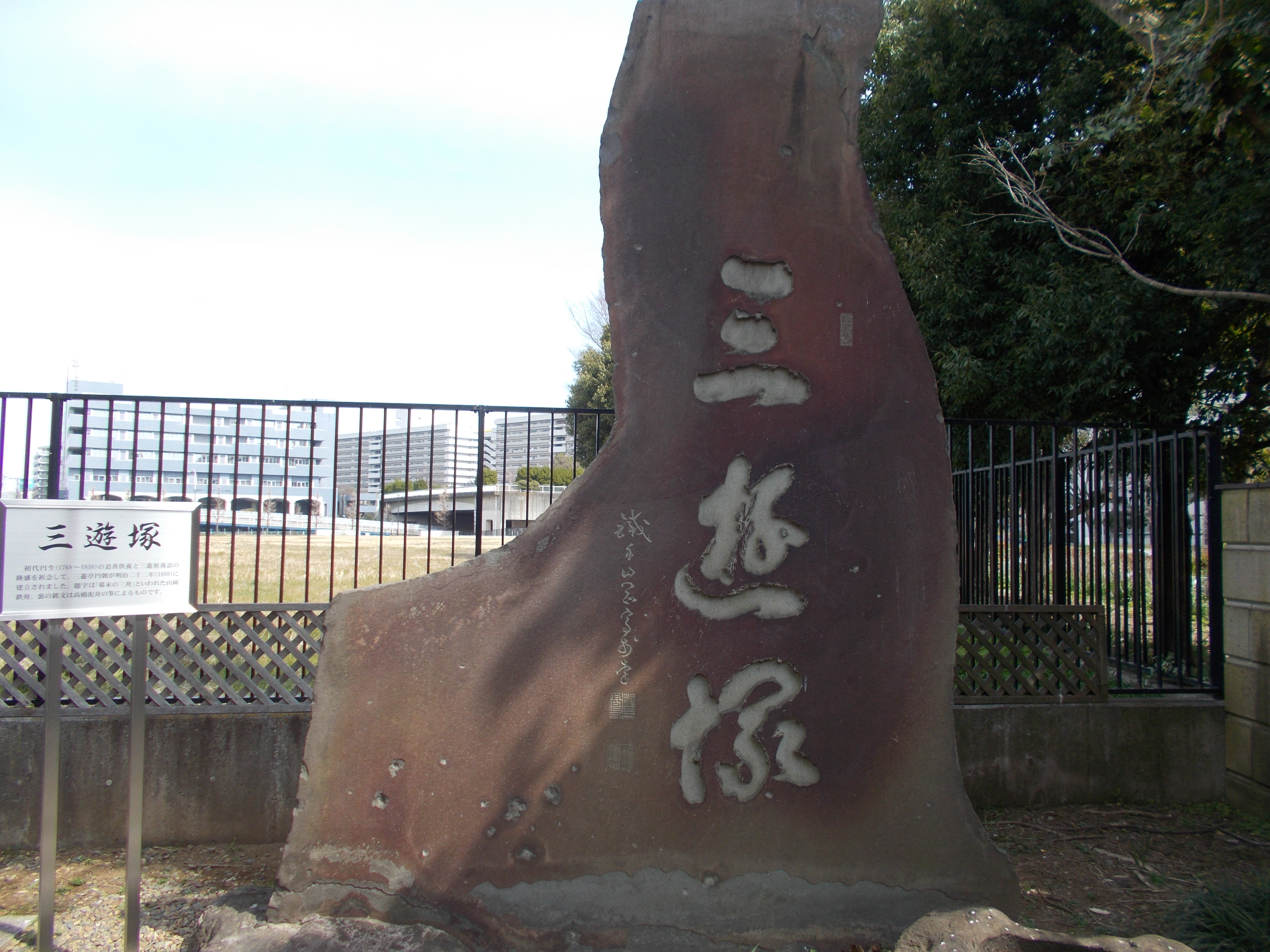
三遊塚
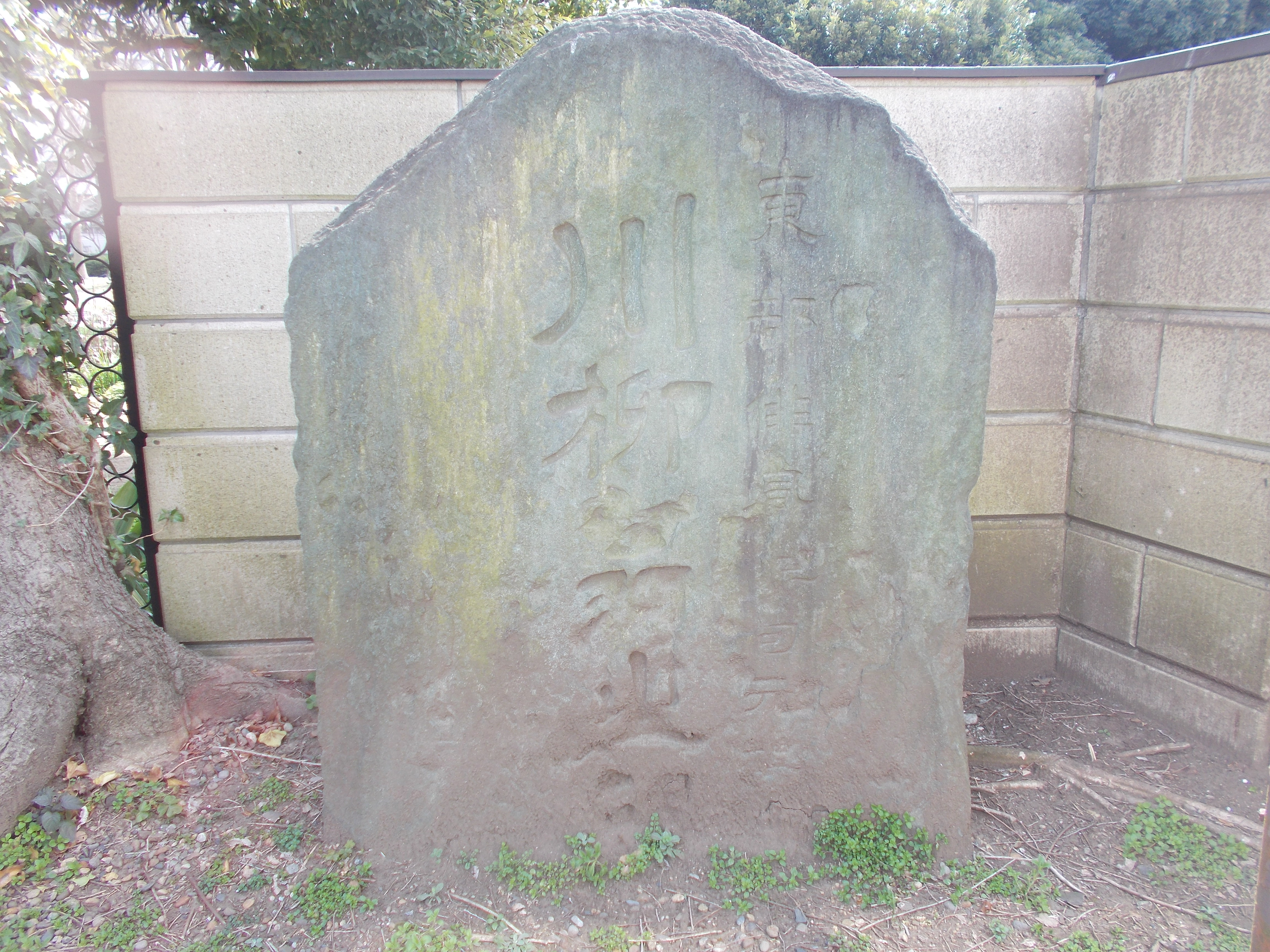
川柳翁之碑